# Red Red Wine
Singles de UB40
I've Got Mine
(1983) Please Don't Make Me Cry
(1984)
Red Red Wine est une chanson de pop/folk rock écrite, composée et interprétée par le chanteur américain Neil Diamond présente sur son deuxième album studio Just for You sorti 1967. Elle est extraite en single en 1968. Elle a été reprise en 1983 par le groupe reggae britannique UB40 et est devenue un succès mondial.
La version originale de Neil Diamond s'est classée 62e dans le Billboard Hot 100 en 1968 après sa sortie en single avec le titre Red Rubber Ball en face B,. La version reggae de UB40, extraite de l'album Labour of Love, atteint la première place au Royaume-Uni, en Irlande, aux Pays-Bas, en Belgique, en Nouvelle-Zélande et au Canada en  1984 et en 1988 dans le Billboard Hot 100 à l'occasion d'une nouvelle sortie du single.
Le texte de la chanson parle, à la première personne, d'un homme qui tente d'oublier une rupture amoureuse dans la consommation de vin rouge. UB40 a ajouté des couplets interprétés en toast par Terence Wilson, alias Astro, que l'on peut entendre dans la version longue de la chanson.
Red Red Wine a également été reprise dès 1968 par Jimmy James and the Vagabonds se classant 36e dans les charts britanniques, puis par Tony Tribe en 1969 (46e au Royaume-Uni). 
On peut entendre la chanson dans le film À tombeau ouvert (1999) et War Dogs (2016) entre autres.

## Liste des titres
- 45 tours
  1. Red Red Wine – 3:01
  2. Sufferin – 3:45

- Maxi 45 tours
  1. Red Red Wine – 5:20
  2. Sufferin – 3:45

## Classements hebdomadaires
| Classement (1983-1984)                 | Meilleure position |
| -------------------------------------- | ------------------ |
| Allemagne (GfK Entertainment)          | 12                 |
| Australie (ARIA)                       | 2                  |
| Autriche (Ö3 Austria Top 40)           | 5                  |
| Belgique (Flandre Ultratop 50 Singles) | 1                  |
| Canada (RPM 50 Singles)                | 1                  |
| États-Unis (Billboard Hot 100)         | 34                 |
| France (IFOP)                          | 64                 |
| Irlande (IRMA)                         | 1                  |
| Norvège (VG-lista)                     | 10                 |
| Nouvelle-Zélande (RMNZ)                | 1                  |
| Pays-Bas (Nederlandse Top 40)          | 1                  |
| Pays-Bas (Single Top 100)              | 1                  |
| Royaume-Uni (UK Singles Chart)         | 1                  |
| Suède (Sverigetopplistan)              | 14                 |
| Suisse (Schweizer Hitparade)           | 8                  |

| Classement (1988)              | Meilleure position |
| ------------------------------ | ------------------ |
| États-Unis (Billboard Hot 100) | 1                  |

## Certifications
| Pays                    | Certification | Unités certifiées |
| ----------------------- | ------------- | ----------------- |
| Canada (Music Canada)   | Or            | 50 000            |
| Danemark (IFPI)         | Or            | 45 000            |
| Espagne (Promusicae)    | Or            | 50 000            |
| États-Unis (RIAA)       | Or            | 500 000           |
| Nouvelle-Zélande (RMNZ) | Or            | 10 000            |
| Pays-Bas (NVPI)         | Or            | 100 000           |
| Royaume-Uni (BPI)       | 2 × Platine   | 1 200 000         |